# Čtvrtá anglo-nizozemská válka

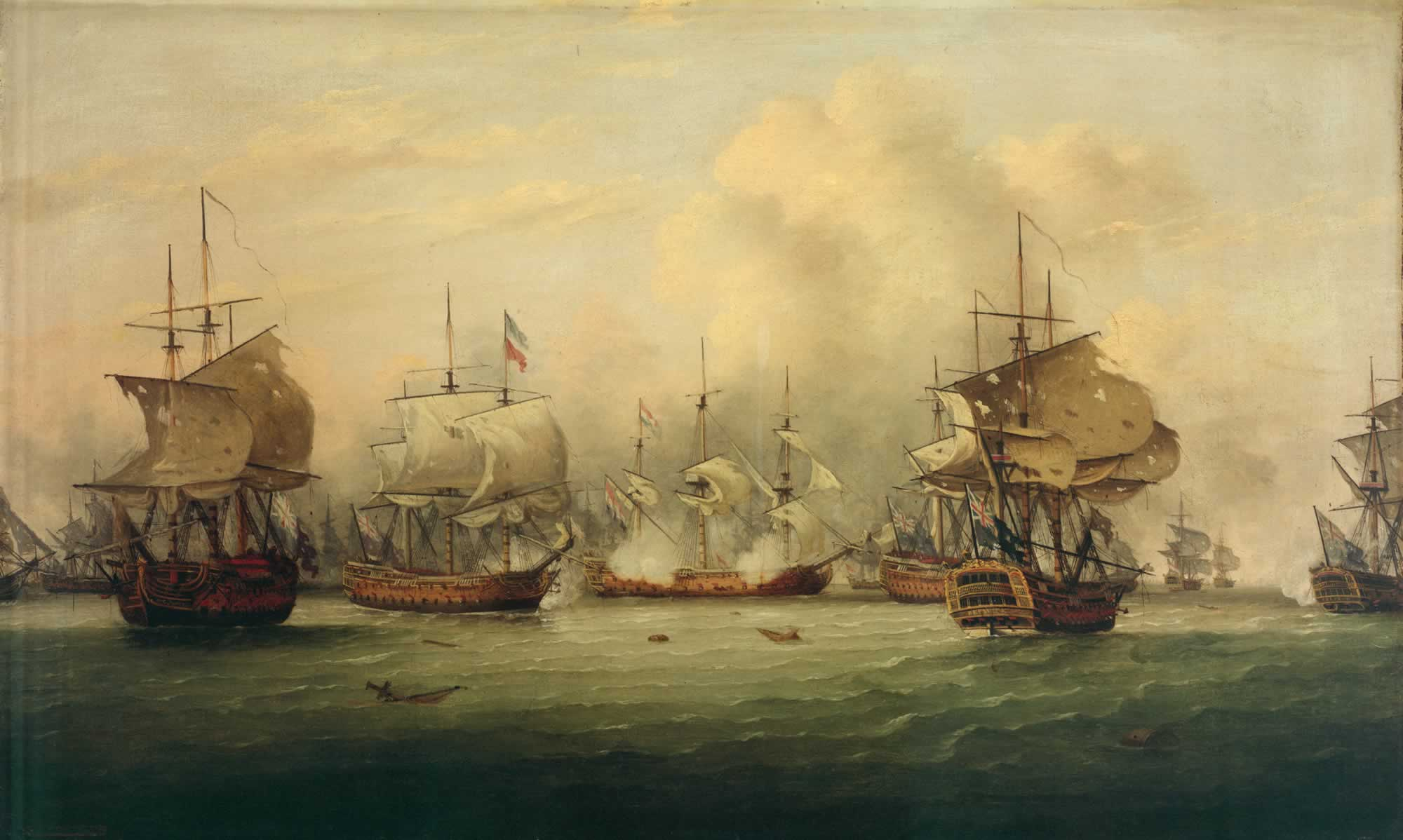
Bitva u Dogger Banku

Čtvrtá anglo-nizozemská válka z let 1780–1784 začala vyhlášením války ze strany Velké Británie dne 20. listopadu 1780. Vedla ji k tomu jednak politická a ekonomická podpora, kterou Spojené provincie nizozemské poskytovaly vzbouřeným americkým koloniím v americké válce za nezávislost, jednak vidina příležitosti ke krátké výnosné válce, neboť nizozemské loďstvo bylo již jen stínem toho, které zvítězilo v předchozích dvou anglo-nizozemských válkách, a nepředstavovalo už pro Royal Navy relevantního soupeře.

## Průběh
Válka probíhala ve znamení drtivé převahy britské strany, která dobyla několik nizozemských kolonií a paralyzovala nizozemský námořní obchod. Spojené provincie zachránily před ztrátou všech kolonií pouze souběžné konflikty, které Británie musela vést, a vydatná vojenská podpora ze strany Francie. Válku ukončil komplex mírových smluv známý jako pařížský mír, který ukončil americkou válku za nezávislost a války Velké Británie s americkými spojenci: Spojenými provinciemi, Francií a Španělskem.

## Důsledky
Přestože Velká Británie nebyla z hlediska tohoto konglomerátu konfliktů vítězem a musela vrátit téměř všechny ukořistěné nizozemské kolonie (ponechala si pouze Nákappattinam), byl výsledek konfliktu pro Spojené provincie katastrofou, protože musely výměnou za to garantovat britským lodím velice cenná privilegia v oblasti obchodu a plavby v nizozemských vodách, což značně zvedlo britské obchodní zisky a snížilo nizozemské. Válka též potvrdila vojenskou slabost zanedbaného nizozemského námořnictva a přiměla Spojené provincie k jeho zásadnímu rozšíření. Britové však již nikdy nedovolili, aby se nizozemské loďstvo dostalo v síle na dosah britskému.